# 太子町立山田小学校
太子町立山田小学校（たいしちょうりつ やまだしょうがっこう）は、大阪府南河内郡太子町にある公立小学校。

## 沿革
- 1920年5月1日　山田尋常小学校として開校
- 1933年4月1日　山田尋常高等小学校に改称
- 1941年4月1日　山田国民学校に改称
- 1947年4月1日　山田村立小学校に改称
- 1956年9月30日　現校名に改称

## 交通
- 近鉄長野線 喜志駅から金剛バス喜志循環線「山田」バス停下車徒歩約6分。
- 近鉄長野線 喜志駅または近鉄南大阪線 上ノ太子駅から金剛バス太子線「六枚橋」バス停下車徒歩約15分。